# Voldgæsteri
Ved voldgæsteri tvinges den lokale befolkning til at give en rejsende ophold og beværtning mod betaling.
I visse samfund har en rejsende ret til mod betaling at blive gæst, det vil sige opnå husly, mad og drikke, hos den lokale befolkning, et fænomen der betegnes gæsteri. Hvis gæsteriet får et stort omfang, kan det være til gene for de lokale, og man taler om voldgæsteri.
I Danmarks middelalder var det den almindelige opfattelse, at rejsende havde krav på gæsteri. I 1200-tallet øgedes samfærdslen dog så meget, at klostre og private hjem plagedes af voldgæsteri, og derfor indførte man i marts 1283 under kong Erik 5. Klipping en lov om indretning af offentlige gæstgiverier.